# Porta de Santa Maria
A Porta de Santa Maria é atualmente o único acesso ao povoado de Civita di Bagnoregio, localizado na província de Viterbo, no Lácio, Itália. Trata-se de uma porta em arco ogival, em forma de torre de menagem, em substituição da antiga medieval, por uma torre de guarda lateral. O nome da porta deriva da igreja preexistente com o mesmo nome que dava para o arco da galeria, ou pedreira, utilizada como acesso à cidade etrusca e etrusco-romana. A estrutura arquitetônica visível é renascentista e foi construída em 1558, segundo projeto do arquiteto Raffaele Sinibaldi de Montelupo Fiorentino.

## Descrição
Nas paredes laterais da porta e acima do arco ogival é possível observar esculturas em pedra com fins decorativos e simbólicos.
A Cabeça de Leão colocada acima da porta representa o antigo brasão comunal de Bagnoregio e é encimada pela Águia Real, em memória do fato da obra ter sido construída durante o governo bagnorense do cardeal Reginald Pole (1547-1558), primo do rei Henrique VIII da Inglaterra.
Ao lado estão representados dois leões segurando uma cabeça humana entre as garras. Estes números recordam a vitória dos Bagnoresi em 1452 sobre os Monaldeschi del Cervo e os Baglioni de Castel Piero.

## Outros projetos
Media relacionados com Porta Santa Maria (Civita di Bagnoregio) no Wikimedia Commons